# Забралова, Ольга Сергеевна
Ольга Сергеевна Забралова (род. 30 марта 1980, Москва) — российский государственный и политический деятель. Сенатор Российской Федерации (с 2021 по 2024 год) — представитель от исполнительного органа государственной власти Московской области с 2021 года, первый заместитель председателя Комитета Совета Федерации по социальной политике. 

## Биография
Родилась 30 марта 1980 года в Москве, в 2002 году окончила Московский государственный университет. С 2004 года работала в аппарате Государственной думы, в 2012 году защитила в Институте государства и права РАН диссертацию на соискание учёной степени кандидата юридических наук и заняла должность советника губернатора Московской области А. Ю. Воробьёва. С 2013 года — руководитель Главного управления государственной и муниципальной службы Московской области в ранге министра, в 2013—2014 годах занимала должность министра социальной защиты населения Московской области, в 2014 году назначена заместителем председателя правительства Московской области, в сентябре 2015 года — первым заместителем председателя правительства (губернатора) Московской области.
19 мая 2021 года постановлением губернатора Воробьёва от 18 мая наделена полномочиями сенатора — представителя в Совете Федерации исполнительного органа государственной власти Московской области.
Из-за поддержки нарушения территориальной целостности Украины во время российско-украинской войны находится под персональными международными санкциями  Евросоюза, США, Великобритании и ряда других стран.